# Springfield (contea di Bradford)
Springfield  è una township degli Stati Uniti d'America, nella contea di Bradford nello Stato della Pennsylvania. Secondo il censimento del 2000 la popolazione è di 1.167 abitanti.

## Società

### Evoluzione demografica
La composizione etnica vede una maggioranza di quella bianca (98,80%), seguita dai afroamericani (0,17%) dati del 2000.
| township di Springfield Popolazione |       |
| 2000                                | 1.167 |
| Stima al 2009                       | 1.144 |